# Thống tướng Lục quân (Hoa Kỳ)
Thống tướng Lục quân Hoa Kỳ (tiếng Anh: General of the Army) là một vị tướng lục quân 5-sao và hiện thời được xem là cấp bậc cao nhất như có thể trong Lục quân Hoa Kỳ. Cấp bậc đặc biệt đại thống tướng (general of the armies), trên cấp bậc thống tướng, vẫn tồn tại nhưng chỉ được phê chuẩn có hai lần trong lịch sử Lục quân Hoa Kỳ. Cấp bậc thống tướng đứng ngay trên cấp bậc đại tướng và tương đương với cấp bậc thủy sư đô đốc và thống tướng không quân; không có cấp bậc tương đương 5-sao trong 4 ngành đồng phục khác của Hoa Kỳ (Thủy quân Lục chiến Hoa Kỳ, Tuần duyên Hoa Kỳ và hai ngành dân sự khác). Thống tướng Lục quân, thường được gọi là "tướng 5-sao", là cấp bậc chỉ dành riêng sử dụng vào thời chiến và hiện nay không thực dụng trong Quân đội Hoa Kỳ ở thế kỷ 21.

## Thời đại sau Nội chiến Hoa Kỳ

Quân hàm Thống tướng Lục quân, 1866-1872 (của Grant và Sherman).

Ngày 25 tháng 7 năm 1866, Quốc hội Hoa Kỳ thiết lập cấp bậc "Thống tướng Lục quân Hoa Kỳ" cho Ulysses S. Grant. Khi được bổ nhiệm cấp bậc này, Grant mang quân hàm 4-sao và các nút áo được xếp theo ba nhóm gồm bốn nút áo.
Không giống cấp bậc Thống tướng lục quân thời Chiến tranh thế giới thứ hai, cấp bậc Thống tướng lục quân vào năm 1866 là cấp bậc 4-sao. Không giống cấp bậc 4-sao thời hiện đại (đại tướng) thường thấy nhiều, thời đại 1866–1888 chỉ có một vị tướng giữ cấp bậc Thống tướng lục quân 4-sao.

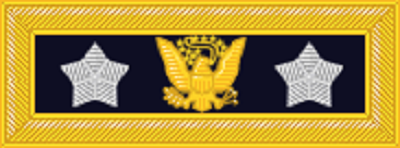
Quân hàm Thống tướng lục quân 1872-1888 (Sherman và Sheridan).

Sau khi Grant trở thành Tổng thống Hoa Kỳ, William T. Sherman thay thế cấp bậc Thống tướng lục quân của ông vào ngày 4 tháng 3 năm 1869. Năm 1872, Sherman ra lệnh thay đổi quân hàm thành 2-sao có Quốc huy Hoa Kỳ ở giữa.
Theo đạo luật 1 tháng 6 năm 1888, cấp bậc trung tướng chấm dứt và được nhập thành cấp bậc Thống tướng lục quân và sau đó được phong cho Philip H. Sheridan. Cấp bậc Thống tướng lục quân chấm dứt khi Sheridan qua đời vào ngày 5 tháng 8 năm 1888 và cấp bậc cao nhất trong Lục quân Hoa Kỳ lại trở về cấp bậc thiếu tướng 2-sao.

## Thời Chiến tranh thế giới lần thứ 2

Quân hàm trên cầu vai, tướng 5-sao có quốc huy Hoa Kỳ

Phiên bản thứ hai cấp bậc Thống tướng lục quân được Công luật số 78-482 thiết lập và được thông qua vào ngày 14 tháng 12 năm 1944, ban đầu như là cấp bậc tạm thời, sau đó trở thành thường trực vào ngày 23 tháng 3 năm 1946 bởi một đạo luật của Quốc hội Hoa Kỳ lần thứ 79. Phiên bản này được thiết lập để phong cho các tư lệnh Hoa Kỳ cao cấp nhất, ngang bậc với các đồng nhiệm của Vương quốc Anh giữ cấp bậc thống chế (field marshal). Đạo luật cũng tạo ra cấp bậc tương đương là thủy sư đố đốc cho Hải quân Hoa Kỳ. Phiên bản thứ hai cấp bậc Thống tướng lục quân này không được xem là tương đương với phiên bản thời Nội chiến Hoa Kỳ.
Quân hàm Thống tướng lục quân, được tạo năm 1944, gồm có 5 sao được sắp xếp theo hình ngũ giác với một cạnh nhọn của các ngôi sao chạm vào nhau. Năm vị tướng đã giữ phiên bản năm 1944 cấp bậc Thống tướng lục quân này là:
| • | George Marshall      | 16 tháng 12 năm 1944 |
| • | Douglas MacArthur    | 18 tháng 12 năm 1944 |
| • | Dwight D. Eisenhower | 20 tháng 12 năm 1944 |
| • | Omar Bradley         | 20 tháng 12 năm 1950 |

Thời điểm bổ nhiệm bốn vị tướng lục quân đầu tiên vào cấp bậc này cũng đã được phối hợp với việc bổ nhiệm các thủy sư đô đốc 5-sao của Hải quân Hoa Kỳ (ngày 15, 17, và 19 tháng 12 năm 1944) để thiết lập thứ tự cao cấp rõ ràng cho cả hai binh chủng.
Lục quân Hoa Kỳ không giới thiệu cấp bậc "marshal" (là cấp bậc thống chế của Anh). Hoa Kỳ theo truyền thống chỉ sử dụng thuật từ "marshal" cho các sĩ quan thi hành luật pháp cao cấp, đặc biệt là cục thi hành luật pháp có tên gọi "US Marshals" trực thuộc Bộ Tư pháp Hoa Kỳ cũng như trước kia dành cho các cảnh sát trưởng địa phương và tiểu bang.
Dwight Eisenhower từ chức trong quân đội ngày 31 tháng 5 năm 1952 để tranh cử tổng thống. Sau khi ông phục vụ hai nhiệm kỳ, người kế nhiệm ông, John F. Kennedy đã ký Công luật số 87-3 ngày 23 tháng 3 năm 1961 cho phép Eisenhower trở lại hiện dịch trong Lục quân Hoa Kỳ với cấp bậc Thống tướng Lục quân như hồi tháng 12 năm 1944. Cấp bậc này ngày nay được ghi trên các bảng hiệu Xa lộ Liên tiểu bang để tưởng niệm Hệ thống Liên tiểu bang Eisenhower. Các bảng hiệu được biểu thị với 5 ngôi sao trên một nền xanh nhạt.
Henry H. "Hap" Arnold, một đại tướng trong Lục quân Hoa Kỳ, là Tham mưu trưởng Không lực Lục quân Hoa Kỳ khi ông được thăng chức Thống tướng Lục quân. Sau khi Không lực Hoa Kỳ trở thành một binh chủng riêng biệt vào ngày 18 tháng 9 năm 1947, cấp bậc của Arnold được thuyên chuyển sang Không lực Hoa Kỳ giống như tất cả các nhân sự, trang bị của Không lực cũng được thuyên chuyển. Arnold là người đầu tiên duy nhất cho đến nay mang cấp bậc Thống tướng Không quân. Ông cũng là người đầu tiên có cấp bậc 5-sao trong cả hai binh chủng Quân đội Hoa Kỳ.

## Sử dụng hiện tại
Không có một vị tướng nào được thăng đến cấp bậc Thống tướng lục quân kể từ lúc Omar Bradley. Cấp bậc Thống tướng lục quân vẫn còn được duy trì như một cấp bậc trong Quân đội Hoa Kỳ và có thể được tấn phong trong thời gian chiến tranh mà không phải chờ đợi sự chấp thuận của Quốc hội Hoa Kỳ.

## Đại thống tướng Lục quân Hoa Kỳ
Cấp bậc Đại thống tướng lục quân (general of the armies) được xem là cấp bậc cao cấp hơn Thống tướng lục quân, và được phong cho một người duy nhất đó là John J. Pershing vào năm 1919 trong Chiến tranh thế giới thứ nhất.
Khi cấp bậc Thống tướng lục quân 5-sao được giới thiệu, Hoa Kỳ quyết định rằng Tướng Pershing (vẫn còn sống vào thời gian đó) vẫn là cấp trên của tất cả các Thống tướng mới được thăng chức. Bộ trưởng Chiến tranh Hoa Kỳ thời đó là Henry L. Stimson được hỏi có phải Pershing như vậy là tướng 6-sao thì Stimson nói rằng:
Dường như ý định của Lục quân là tạo ra cấp bậc Đại thống tướng là cấp bậc trên Thống tướng lục quân. Tôi đã kiến nghị lên Quốc hội rằng Bộ Chiến tranh tán thành hành động được đề nghị như thế.
George Washington được phong sau khi mất với cấp bậc "Đại thống tướng lục quân Hoa Kỳ" vào năm 1976 như là một phần trong các buổi lễ mừng sinh nhật Hoa Kỳ tròn 200 năm.

## Các cấp bậc tương đương

### Các binh chủng trong quân đội
Chức Thống tướng lục quân tương đương với cấp bậc Thống tướng không quân của Không lực Hoa Kỳ và thủy sư đô đốc của Hải quân Hoa Kỳ.

### Quân đội các nước khác
Trong Quân đội Anh, cấp bậc tương đương là Thống chế, mặc dù cấp bậc này hiện nay chỉ có ý nghĩa nghi thức. Một số nước khác cũng dùng cấp bậc thống chế.